# Somalia na Mistrzostwach Świata w Lekkoatletyce 2019
Somalia na Mistrzostwach Świata w Lekkoatletyce 2019 – reprezentacja Somalii podczas mistrzostw świata w Doha liczyła tylko jednego zawodnika Abdullahi Jama Mohamed, specjalizującego się w biegach średniodystansowych.

## Skład reprezentacji

### Mężczyźni
| Zawodnik               | Konkurencja    | Eliminacje  | Eliminacje | Półfinał | Półfinał | Finał | Finał   |
| Zawodnik               | Konkurencja    | Wynik       | Pozycja    | Wynik    | Pozycja  | Wynik | Pozycja |
| ---------------------- | -------------- | ----------- | ---------- | -------- | -------- | ----- | ------- |
| Abdullahi Jama Mohamed | Bieg na 1500 m | 3:40,84 min | 35.        | NQ       | NQ       | NQ    | NQ      |